# Daniel Colla
Daniel Miguel Colla (ur. 23 lutego 1964 w Santa Fe) – argentyński siatkarz, medalista igrzysk olimpijskich i mistrzostw świata.

## Życiorys
Colla grając w reprezentacji Argentyny zdobył brązowy medal podczas mistrzostw świata 1982 odbywających się w jego kraju. Podczas igrzysk 1984 w Los Angeles nie rozegrał żadnego meczu, pomimo iż był w kadrze olimpijskiej. Argentyńczycy zajęli wtedy 6. miejsce w turnieju. Reprezentował Argentynę na Letnich Igrzyskach Olimpijskich 1988 w Seulu. Zagrał wówczas w dwóch z pięciu meczach fazy grupowej. Jego drużyna w pojedynku o 3. miejsce pokonała Brazylię.